# 通济隆
通济隆集团（英語：Travelex Group）是一家总部位于伦敦的外汇交易公司，由Lloyd Dorfman创立。该公司的主要业务包括国际支付、货币兑换和发行供旅行者使用的预存款卡。 Travelex是世界上最大的外汇经纪商。
在2007年的一次病毒营销中，该公司提出了一种叫做“宇宙银河间准货币单位”的太空货币。

## 历史
1976年，Dorfman创立了Travelex，第一个分部在伦敦中部开业。
2000年11月8日，Travelex以4.4亿英镑的价格收购了Thomas Cook AG的全球外汇兑换业务，显著扩展了其国际运作规模。
2005年2月，控制权收购公司安佰深收购了该公司的的多数股份，然而Dorfman保留了30%股份并继续执掌运作。在出任Wolseley plc的CEO之前，Ian Meakins曾于2006年至2009年间任Travelex的CEO。
2010年初Travelex公布了由于支付大额债务利息导致的显著亏损。前一年Travelex已经撤回了一项上市计划并表示现在在考虑一系列可能的财产结构。同年Travelex将預付卡管理部門以2.9亿英镑售予万事达来减轻债务。
2011年7月5日，Travelex将其全球支付解决方案部门以6.06亿英镑的价格出售给西联汇款。
截至2014年3月，Travelex在27个国家运作，拥有超过1500个分支。
2014年，安佰深将股份售予位于阿联酋的印度商人B. R. Shetty。Shetty拥有在32个国家运作的阿联酋汇款公司UAE Exchange。